# کارولین شفر
کارولین شفر (به آلمانی: Carolin Schäfer) (زادهٔ ۵ دسامبر ۱۹۹۱) ورزشکار اهل آلمان است که در رشتهٔ هفت‌گانه تخصص دارد. او مدال نقرهٔ این رشته را در مسابقات جهانی دو و میدانی ۲۰۱۷ کسب کرده است. شفر همچنین مدال برنز مسابقات قهرمانی دو و میدانی اروپا ۲۰۱۸ را به دست آورده است.
در سن ۱۵ سالگی، او مدال نقرهٔ مسابقات قهرمانی دو و میدانی نوجوانان جهان ۲۰۰۷ را به دست آورد. او قهرمان هفت‌گانهٔ ۲۰۰۸ و ۲۰۰۹ بود. شفر در المپیک ریو ۲۰۱۶ و المپیک توکیو ۲۰۲۰ نماینده آلمان بود که در آنجا به ترتیب در مکان‌های پنجم و هفتم قرار گرفت.